# Kwonkan eboracum
Kwonkan eboracum is een spinnensoort uit de familie Anamidae.
Kwonkan eboracum werd in 1983 beschreven door Main.